# The Descent – Abgrund des Grauens
The Descent – Abgrund des Grauens ist ein britischer Horrorthriller aus dem Jahr 2005. Der Film bedient sich des unzuverlässigen Erzählens und schildert eine Höhlenexpedition, die sich zur Katastrophe entwickelt, als die Teilnehmerinnen auf menschenfressende Unterweltwesen stoßen. Er entstand unter der Regie und nach einem Drehbuch von Neil Marshall, der auch schon 2002 den Werwolf-Thriller Dog Soldiers drehte.

## Handlung
Sechs Frauen verabreden sich zu einer Höhlenexpedition in den amerikanischen Appalachen. Sarah verarbeitet noch das Trauma eines Autounfalls im Vorjahr. Sie überlebte, doch ihr Ehemann und ihre Tochter kamen ums Leben. Seitdem hat sie einen wiederkehrenden Tagtraum von ihrer Tochter, die eine Geburtstagstorte mit fünf Kerzen auspustet. Als Anführerin der Gruppe organisiert Juno den Ausflug, außerdem nehmen Beth, die begeisterte Extremsportlerin Holly und die beiden Schwestern Rebecca und Sam van Ney teil.
Nach einer Nacht in einer Berghütte führt Juno die fünf Freundinnen zum Eingang eines Höhlensystems, von dem sie glauben, es seien die touristisch erschlossenen Boreham Caverns. Sie seilen sich ab und durchqueren bald darauf einzeln einen engen Tunnel. Sarah kriecht als Letzte durch die Röhre, bleibt stecken und bekommt eine Panikattacke. Beth robbt zurück zu Sarah, versucht sie zu beruhigen und hilft ihr, sich zu befreien. Plötzlich wird der Gang instabil. In letzter Sekunde schaffen es die beiden, Sarah zu befreien und den Gang zu verlassen, bevor dieser in sich zusammenstürzt.
Der Rückweg ist versperrt und es kommt zum Streit. Juno gibt zu, dass sie sich nicht in den Boreham Caverns, sondern in einem unerforschten Höhlensystem befinden, das sie gemeinsam mit ihren Freundinnen entdecken wollte.
Als sie bei der Durchquerung der Höhle auf eine tiefe Spalte im Gestein treffen und sich auf die andere Seite seilen müssen, entdeckt Rebecca einen Kletterhaken, der aber schon etwa 100 Jahre alt ist. Als Letzte seilt sich Juno auf die andere Seite. Sie löst das Seil, da sie es brauchen werden, doch der alte Kletterhaken hält die Last nicht aus und Juno stürzt ab. Ihre Freundinnen können sie halten, doch Rebecca reißt sich die Hand am herabrutschenden Seil auf. An den Wänden entdecken sie Höhlenzeichnungen, die den Berg mit der Höhle und zwei Eingängen zeigen. Als Holly Phosphorreflexionen im Gestein für Tageslicht hält und unachtsam den Tunnel entlanghastet, stürzt sie metertief in einen Spalt und bricht sich das Bein. Die Freundinnen seilen sich zu ihr ab und schienen das Bein der vor Schmerzen schreienden Holly. Sarah glaubt, ein Kinderlachen zu hören, und entfernt sich vom Unfallort in eine Nebenhöhle, wo sie einen rostigen Helm entdeckt. Kurz darauf hört sie merkwürdige Geräusche, und in einiger Entfernung taucht plötzlich eine bleiche Gestalt im Lichtkegel ihrer Taschenlampe auf, die sich rasch entfernt. Ihre Freundinnen glauben Sarah nicht.
Nachdem Hollys Bein geschient ist, arbeiten die Frauen sich weiter durch die Höhlen vorwärts auf der Suche nach dem zweiten Ausgang. Sie kommen in eine größere Höhle, deren Boden bedeckt von Knochen toter Tiere ist. Rebecca verliert die Nerven und schreit laut um Hilfe, woraufhin die Frauen von blinden, bleichen, menschenähnlichen Wesen attackiert werden, die sich durch Schall orientieren und sich mühelos an den Wänden und der Höhlendecke bewegen können. Einer dieser Crawler springt auf Holly und beißt ihr in den Hals. Die anderen fliehen, nur Juno bleibt zurück, kämpft verbittert mit einem Crawler, der sich Hollys Leiche holen will, und tötet ihn schließlich mit ihrem Eispickel. Als sie ein Geräusch hinter sich hört, dreht sie sich blitzschnell um und sticht zu. Doch das Geräusch kam nicht von einem Crawler, sondern von Beth, der Juno den Eispickel durch den Hals gerammt hat. Die beiden schauen sich in die Augen und sind fassungslos über das eben Geschehene. Im Fallen reißt Beth ihr die Kette vom Hals, und Juno läuft geschockt weg.
Währenddessen befinden sich Rebecca und Sam in einem anderen Gang und hören einen Crawler. Sie legen sich zusammen in einen Felsspalt und verharren dort, bis der Crawler verschwindet. Dieser hört Juno nach Sarah rufen und klettert in ihre Richtung.
Sarah befindet sich in einem Teil der Höhle, der den Crawlern als Speisekammer dient. Sie muss mit ansehen, wie sich die Crawler auf Hollys Leichnam stürzen und ihn fressen. Als sie weg sind, baut sie sich aus Hollys Beinschiene eine Fackel, sucht nach einem Ausgang und findet die sterbende Beth, die Sarah vor Juno warnt. Sie übergibt ihr die Kette, die Juno von Sarahs Ehemann bekam, welche offenlegt, dass sie bis Pauls Tod eine Affäre miteinander hatten. Sarah erschlägt die sterbende Beth nach deren Bitte mit einem Felsbrocken, damit die Crawler sie nicht töten können und zieht daraufhin weiter.
Juno trifft auf Sam und Rebecca, die gerade von einem Crawler angegriffen wurden. Sie versuchen einen Ausgang zu finden. Sam eilt bereits voraus und will ein Seil über einen tiefen Spalt im Gestein legen, als ihr ein Crawler plötzlich gegenübersteht und ihr mit bloßen Händen die Kehle zerreißt. Mit letzter Kraft kann sie den Crawler mit dem Messer verletzen, sodass er ins Wasser stürzt. Rebecca wird zurück in den Schacht gezogen und bei lebendigem Leib angefressen. Juno springt ins Wasser und macht den darin liegenden Crawler unschädlich. Sie wird von Sarah aus dem Wasser gezogen. Sarah erkundigt sich nach den anderen, insbesondere nach Beth. Sie fragt Juno, ob sie sie hat sterben sehen, und Juno nickt.
Die beiden hören eine Gruppe heraneilender Crawler. Sie liefern sich einen erbitterten Kampf mit ihnen und können einige töten. Sarah zeigt Juno die Kette, schlägt ihr einen Eispickel in die Wade und lässt sie bei den Crawlern zurück. Sie selbst rennt weg, stürzt aber in einen Schacht. Sie sieht Tageslicht, klettert den Schacht hinauf bis an die Erdoberfläche und flieht voller Panik mit ihrem Auto.
Doch auf einmal erwacht Sarah wieder in der Höhle. Das Entkommen war nur ein Traum. Ihre Tochter erscheint ihr als Traumbild mit einer Geburtstagstorte. Als die Kamera herauszoomt, zeigt sich, dass sie im Kreis gelaufen ist und vor dem eingestürzten Eingangsschacht sitzt, während mehrere Crawler sich auf sie zu bewegen.

## Schnitte und Kürzungen
In der deutschen FSK-16-Version wurden einige Gewaltszenen entschärft, die Details zeigen, wie Rebecca verspeist wird, sowie einige blutige Kampfszenen zwischen Protagonisten und Crawlern. Die Handlung blieb dadurch unverändert. Die um rund 1 Minute längere FSK-18-Fassung entspricht der internationalen Fassung, ist ungekürzt und enthält somit auch das komplette Ende.
In den USA wurde der Film sowohl in einer R-Rated- als auch in einer Unrated-Fassung veröffentlicht. In der R-Rated-Fassung wurde der Schluss weggelassen, und in Sarahs Halluzination, in der sie die Höhle verlässt, abgeblendet. Diese Änderung dient weniger dem Jugendschutz, sondern kommerziellen Gründen, da das US-Publikum eine Vorliebe für Happy Endings hat und dort – selbst bei Horrorfilmen – in der Regel ein Protagonist überlebt.

## Kommerzieller Erfolg und Klagen
In Deutschland startete der Film am 10. November 2005 und hatte ca. 150.000 Zuschauer, in Großbritannien und  in den USA war er deutlich erfolgreicher. Weltweit spielte er bei einem Budget von 6,5 Millionen US-Dollar über 57 Millionen US-Dollar an der Kinokasse ein und war damit so erfolgreich, dass 2009 die Fortsetzung The Descent 2 – Die Jagd geht weiter in die Kinos kam. Da der erste Teil dem 1980 erschienenen Alien, die Saat des Grauens kehrt zurück ähnelt, strebte dessen Regisseur Ciro Ippolito deswegen bereits mehrfach Klagen an italienischen Gerichten an.

## Kritiken
Das Schweizer TV- und Kinomagazin Tele bezeichnete den Film als besten Horrorfilm des ganzen Jahres 2005 und Moviereporter.net schrieb, The Descent sei ein genial inszenierter Horrorfilm, der erschrecke, unterhalte und in positiver Hinsicht zum Wegschauen animiere.

„Der […] extrem spannende und völlig ohne die Hollywood-üblichen Zynismen inszenierte Überlebenskampf sowie das doppelbödige Ende beweisen, dass Misstrauen, Wut und Angst die größte Gefahr und dass Frauen auch keine besseren Menschen sind.“

„‚The Descent‘ ist nichts für schwache Nerven oder Ungeübte, aber der Film verlässt sich keinesfalls auf seine Schockeffekte. Vor allem auf emotionaler Ebene weiß er zu überzeugen und verschärft somit die Situation der Protagonistinnen. […] Die Schraube an Tempo wird immer weiter angezogen und der Film entwickelt sich von kontrollierter Zeitlupe, über poetische Spannung, bis hin zu blankem Terror. Den Höhepunkt bildet deshalb auch die letzte Szene, die mutig und brutal erzählt ist und, weil die Brutalität einzig und allein im Kopf stattfindet, kann sie sogar als brillant bezeichnet werden.“

„Der atmosphärisch höchst dichte Horrorfilm nutzt geschickt die klaustrophobische Situation sowie die spärliche Beleuchtung im Zuge der ironiearmen Spannungsgeschichte.“

Dennoch wurden vielerorts auch Zweifel am Subtext des Filmes angemeldet:

„All diese Allgemeinplätze wirken auf der Leinwand verblüffender Weise genauso sehr als bloße Behauptungen wie im geschriebenen Text: Diese Subtexte sind plausibel ins Handlungs- und Wirkungs-Gefüge des Films eingepasst, und doch wollen sie nie auf mehr hinaus als auf einen Beleg für die Gewitztheit des Autors. Sogar, dass der Film mit einem Trauma ansetzt und mit Extremsport weitergeht, erreicht hier kaum jene Aussagekraft, die man einer derartigen Bedeutungsspur auf dem Papier vielleicht zutrauen würde. Jeder (auch wirklich schlechte) Schundler der Roger-Corman-Schule ist ein reicheres semantisches Gewirr als dieser Visitenkarten-Film, an dem sogar und gerade die Subtexte fatal gestreamlined wirken.“

„Wo es De Palma noch verstand, Kitsch, Brutalität und Filmzitate in ein Zeichensystem zu integrieren, das in seinen besseren Filmen zu einer grundlegenden Reflexion über das menschliche Sehen im Zeitalter seiner Reproduzierbarkeit durch die Kamera wird, bleibt The Descent, so tief er auch zu graben versucht, doch stets an der Oberfläche der Dinge haften. Alles bleibt Material, Mittel zum Zweck, der nicht hinterfragt oder reflektiert wird. […] Konsequent an allen Möglichkeiten und Ambitionen vorbei inszeniert bleibt unappetitliche, zugegebenermaßen, extrem spannende, Horrorhausmannskost, die einen etwas faden Nachgeschmack hinterlässt, wie alles, was man einfach schon zu oft gegessen hat.“

Der Schriftsteller Stephen King benennt den Film als „bemerkenswerte Geschichte über sechs Frauen, die auf eine Höllenexpedition gehen und einer Rasse von unmenschlichen Wesen begegnen.“ Was dem Film seiner Meinung nach „Nachhall verleiht“, sei „die Art des Gegenspiels der Frauen“ und „ihre sehr fassbaren Ressentiments und Geheimnisse, die es erlauben, an eine Art und Weise an die Monster zu glauben, die die meisten Horrorfilme nicht vermitteln können.“

## Auszeichnungen
- British Independent Film Awards 2005: Sieger in den Kategorien Beste Regie (Neil Marshall) und Beste Technik (Jon Harris)
- Saturn Award 2006: Saturn Award für den besten Horrorfilm
- IFTA Award 2006: Nominierung als Beste Nebendarstellerin für Nora-Jane Noone
- Empire Awards 2006: Bester Horrorfilm